# 顾佩华
顾佩华，中华人民共和国教育部长江学者讲座教授，加拿大工程院院士，主要从事从事智能制造研究。

## 生平
顾佩华先后毕业于天津大学机械工程系、麦克马斯特大学机械工程系，现任卡尔加里大学教授。

## 社会兼职
- 中国工程教育专业认证协会学术委员会主任委员
- 中国教育部机械类教指委副主任委员
- 中国教育部CDIO工程教育研究与实践课题组组长
- 中国CDIO工程教育联盟主席[2]